# Hermagoras von Temnos
Hermagoras von Temnos war ein bedeutender griechischer Redelehrer. Er lebte im 2. Jahrhundert v. Chr.
Dass Hermagoras aus Temnos (bei Pergamon) stammt, bezeugt der Geograph Strabon.
Sein sechs Bücher umfassendes Werk über Rhetorik mit dem Titel Téchnai rhetorikaí wurde wegen seiner übersichtlichen systematischen Ordnung das grundlegende Buch des rhetorischen Unterrichts in der römischen Republik. Das Werk ist zwar verloren, kann aber aus Ciceros De inventione und aus Quintilians Institutio oratoria in weiten Teilen rekonstruiert werden. Hermagoras stellte die Beredsamkeit in den Dienst des staatlichen Zusammenlebens der Menschen, weshalb die Gerichtsreden bei ihm im Vordergrund stehen. Er begründete dafür die Thesislehre (eine Systematik der Rechtsfälle) und die Stasislehre, die mögliche Fragestellungen für Anklage, Verteidigung und Beurteilung analysiert. Allgemein fiel die Bearbeitung von Rechtsfragen im antiken Griechenland den Rhetorikern zu, weil es elaborierte Rechtswissenschaft und diese ausübende Juristen im Stile Roms nicht gab.
Nach der Überlieferung forderte Hermagoras vom Redner fünf Qualitäten: eine gute Spürnase, Ordnungssinn, einen anspruchsvollen Stil, ein gutes Gedächtnis und einen ausdrucksstarken Vortrag.
Sein eigenes Werk wurde zwar von Cicero in seiner Schrift Brutus und von Tacitus in seinem Dialogus de oratoribus als ungewöhnlich langweilig und strohdürr beurteilt, trotzdem war der Einfluss des Hermagoras auf die bald danach einsetzende römische Rhetorik überaus groß.

## Textausgabe
- Ermagora, Testimonianze e frammenti. Introduzione, traduzione, note e glossari di Marcello Zanatta. Unicopli, Mailand 2004.